# Шарегреш
Шарегреш (на унгарски: Sáregres) е село в област Фейер, централна Унгария. Населението му е 720 души (по приблизителна оценка от януари 2018 г.).
Разположено е на 111 m надморска височина в Среднодунавската низина, на 34 km югозападно от град Дунауйварош. Споменава се за пръв път през 1276 година, а от 1650 до 1945 година е владение на благородническата фамилия Зичи.

## Известни личности
Родени в Шарегреш
- Ищван Чок (1865 – 1961), художник